# Scolia
Scolia is een geslacht van vliesvleugelige insecten uit de familie van de Scoliidae. De wetenschappelijke naam van het geslacht is voor het eerst geldig gepubliceerd in 1775 door Johann Christian Fabricius.
De larven uit deze familie zijn parasitoïden van larven van kevers uit de superfamilie Scarabaeoidea, waartoe de bladsprietkevers behoren. Een Scolia-wijfje graaft een tunnel in de bodem om een engerling te vinden. Ze maakt een ruimte rond die larve om de groei van haar larve toe te laten. Vaak graaft ze de engerling nog dieper de grond in. Ze verlamt de keverlarve en legt een eitje op of in de larve die dan dient als voedselbron voor de Scolia-larve.
De volwassen insecten zijn vrij grote tot grote, harige wespen. Ze kunnen meerdere maanden leven. Ze voeden zich met nectar van de bloesems van verschillende planten.

In Scolia onderscheidt men de ondergeslachten:
- Scolia sensu stricto Fabricius, 1775
- Discolia Saussure, 1863

## Europese soorten[3]
- Scolia (Scolia) anatoliae
- Scolia (Scolia) asiella
- Scolia (Scolia) carbonaria
- Scolia (Scolia) cypria
- Scolia (Scolia) erythrocephala
- Scolia (Scolia) fallax
- Scolia (Scolia) flaviceps
- Scolia (Scolia) fuciformis
- Scolia (Scolia) galbula
- Scolia (Discolia) hirta
- Scolia (Scolia) hortorum
- Scolia (Scolia) orientalis
- Scolia (Scolia) sexmaculata